# Kemalpaşa
Kemalpaşa (his. Nimfeo, gr. Νύμφαιον) – miasto w zachodniej Turcji, w prowincji Izmir. W 2022 zamieszkiwało je 114 250 osób.
W średniowieczu miasto Nimfeo było stolicą Cesarstwa nicejskiego.